# ФК „Бенковски“ (Бяла)
ФК „Бенковски“ е футболен клуб от град Бяла, област Русе, България.
Възстановен е през 2004 г. Наследява стария отбор „Бенковски“ (основан 1931 г.), който през 2000 г. се обединява с „Малчика Юнайтед“ (Батишница) под името „Бенковски-Малчика Юнайтед“ и играе само един сезон в Североизточната В група, след което двата клуба се разделят и Бенковски прекратява съществуването си, а Малчика Юнайтед започва сезона във В футболна група, но се отказа още през есента на 2001 г. Две години по-късно през лятото на 2004 г. е създаден новия ФК „Бенковски“, който през сезон 2004/05 става областен първенец и влиза в Североизточната В група. През 2005/06 г. завършва на 3 място. През следващия сезон 2006/07 обаче Бенковски няма никаква конкуренция, заслужено се класира на 1 място и влиза в Източната Б група. Това е първото участие на отбора в Б футболна група. През 2017/18 г. играе в Североизточната аматьорска футболна лига (бивша Североизточна В група). Най-големия успех на ФК „Бенковски“ е достигането до шестнадесетинафинал за купата на България през 1959/60 и 1995/96 г. Президент на клуба е Димитър Славчев, а старши треньор – Цветан Ганев с помощник Мирослав Златански. Спонсор на отбора е „Винпром“ – Полски Тръмбеш. Отборът играе мачовете си на стадион „Георги Бенковски“ в Бяла, с капацитет 4000 зрители. Основните цветове на клуба са черно и червено.

## Изявени футболисти
- Диян Димов
- Енгибар Енгибаров
- Живко Парашкевов
- Ивайло Атанасов
- Иван Бориславов
- Иво Тотев
- Илиян Пейков
- Калоян Копчев
- Мартин Милонов
- Мартин Цирков
- Мирослав Велинов
- Николай Копчев
- Петър Ковачев
- Пламен Валентинов
- Пламен Кръстев
- Росен Русанов
- Светослав Фичев
- Стефан Бончев
- Стилиян Маринов
- Цветан Ганев
- Явор Ковачев
- Свилен Пенчев

## Настоящ състав
- Вихрен Узунов – вратар
- Мартин Милонов – вратар
- Мартин Цирков – защитник
- Живко Парашкевов – защитник
- Юлиян Ангелов – защитник
- Тодор Тодоров – защитник
- Калоян Петков – защитник
- Георги Ковачев – защитник
- Валентин Петров – защитник
- Дамян Дамянов – полузащитник
- Цветелин Борисов – полузащитник
- Васил Панайотов – полузащитник
- Пламен Иванов – полузащитник
- Борис Минев – полузащитник
- Цветан Ганев – полузащитник (капитан, играещ ст. треньор)
- Диян Димов – полузащитник
- Ервин Хасанов – полузащитник
- Пламен Петров – полузащитник
- Иван Николов – полузащитник
- Мартин Григоров – полузащитник
- Калин Ганчев – нападател
- Николай Николаев – нападател
- Пламен Валентинов – нападател
- Петър Огнянов – нападател
- Росен Русанов – нападател
- Димитър Бръшнаров – нападател
- Калоян Янков – нападател
- Мартин Друмев – нападател